# Slovenský hrubosrstý stavač
Der Slovenský hrubosrstý stavač (Slowakischer Rauhbart – SHS) ist eine von der FCI (Nr. 320, Gr. 7, Sek. 1.1) anerkannte Hunderasse aus der Slowakei.

## Beschreibung
Der Slowakische Rauhbart ist ein bis 68 cm großer Vorstehhund vom Typus Bracque (Braque bezeichnet generell kurzhaarige Vorstehhunde). Sein rauhaariges Fell bildet unter dem Fang den typischen Bart, buschige Augenbrauen. Die Fellfarbe wird als „Grau“ bezeichnet, FCI Formulierung: der Grundton ist ein kastanienbraun schattiertes Sandfarben mit helleren oder dunkleren Varianten oder auch „Grau“ mit mehr oder weniger großen Flecken, eventuell getüpfelt. Der Behang, also die Hängerohren sind hoch und breit angesetzt, abgerundet. Die dicht behaarte Rute bildet optisch die Verlängerung der Rückenlinie.

## Die Ursprungsrassen
Die dem Slowakischen Rauhbart zugrunde liegenden Rassen sind der Böhmisch Rauhbart (Cesky Fousek) und der Weimaraner Kurzhaar.
Im Laufe der Zucht wurden auch weitere Vorstehhunde-Rassen, wie der Griffon, der Deutsch Drahthaar, der Pudelpointer und der Deutsch Kurzhaar eingekreuzt.
In Deutschland wird die Rasse vom Verband für das Deutsche Hundewesen (VDH) direkt betreut. Als Ansprechpartner bietet sich der Deutsche Klub der Slowakischen Rauhaarigen Vorstehhunde e. V. (SHS Deutschland) an.